# Ахлат
Ахла́т (тур. Ahlat), Хлат (арм. Խլաթ) — город и район турецкого ила Битлис в Восточной Анатолии. Аклат был районом ила Ван с 1929 по 1936 гг.

## История
Ахлат — город в исторической Армении, в области Бзнуник, на исторической дороге связывающей верхнюю Месопотамию с Западной Арменией. Британский историк К. Э. Босуорт отмечал, что впервые арабы дошли до армянского города Ахлат при халифе Омаре. В 645 году, при халифе Усмане, армянские князья региона озера Ван подчинялись арабам. В течение последовавших четырех столетий город попеременно находилась под властью арабских наместников, армянских князей или эмиров из арабского племени кайситов. На него напал византийский полководец Иоанн Куркуас в 918 году, а также иберы в 998 году. Город находился под властью кайситов и Марванидов (с 983 по 1071 год), за исключением коротких периодов армянского правления, затем он был поврежден византийским наступлением в 993 году. 
После битвы при Манцикерте 1071 года город был передан Сукману аль-Кутби, который  сделал Ахлат столицей своего владения. Город был разграблен и разрушен монголами, но затем отдан грузинской принцессе из рода Мхаргрдзели и окончательно монгольским стал только в 1259/1260 году. По предположению Энтони Истмонда, в XIII веке большинство населения Ахлата всё ещё составляли армяне. В октябре 1210 г. здесь было заключено Тридцатилетнее перемирие между царицей (мепе) Грузии Тамарой и султаном Египта Аль-Адиль I Абу Бакр ибн Айюбом. В 1383 году во время захвата центральных областей Армении войсками Тамерлана было вырезало значительное количество армянского населения города. В 1548 году разрушен персидским шахом Тамаспом I.

## Достопримечательности
Мечеть и мавзолей Эмира Баяндура — мечеть и мавзолей, построенные в 1477—1478 и 1481 годах беком Ак-Коюнлу Эмиром Баяндуром и его женой Шах Селиме-хатун.

## Галерея
Российский историк архитектуры А. Якобсон отмечает влияние армянской архитектуры на стиль сельджукского мавзолея Баяндара XV века в Ахлате.
- Пещерный город
- Деталь одного из входов в город
- Развалины церкви
- Древний мост
- Крепость
- Армянская резьба по камню с Аревахачем по центру на стене мечети
- Хачкары на Армянском кладбище Хлата, 1913 г.